# 바로크 정원

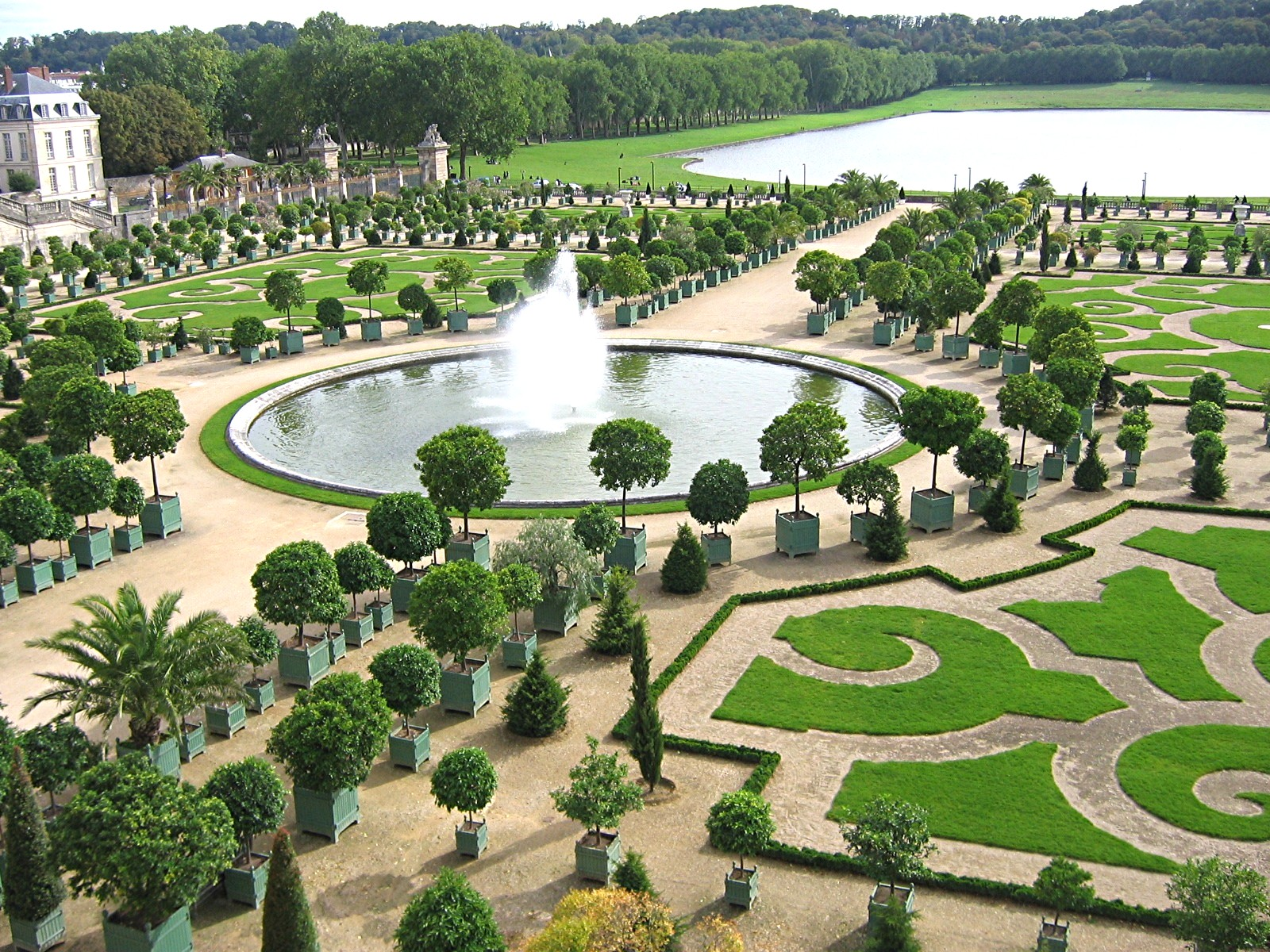
베르사유궁

바로크 정원(Baroque garden)은 대칭과 자연에 질서를 부여하는 원리를 바탕으로 한 정원 양식이었다. 이 스타일은 16세기 후반 이탈리아, 로마의 바티칸 정원과 빌라 보르게세 정원, 티볼리의 빌라 데스테 정원에서 시작되었으며 이후 프랑스로 퍼져나갔고, 그곳에서 프랑스식 정원(jardin à la française)이 생겨났다. 가장 훌륭한 예는 루이 14세를 위해 조경 건축가인 앙드레 르 노트르가 17세기에 디자인한 베르사유 정원에서 찾을 수 있다. 18세기에는 베르사유를 모방하여 독일, 오스트리아, 스페인, 러시아 상트페테르부르크 등 유럽의 다른 지역에 매우 화려한 바로크 양식의 정원이 건설되었다. 18세기 중반에 이 스타일은 덜 기하학적이고 더 자연스러운 영국식 조경 정원으로 대체되었다.

## 특징
바로크 정원은 자연에 대한 인간의 지배를 보여주기 위해 만들어졌다. 그들은 대개 성의 응접실이나 테라스에서 약간의 거리를 두고 위에서 볼 수 있도록 설계되었다. 그들은 집의 방처럼 기하학적 패턴으로 배치되었으며 자갈길이나 차선으로 나뉘었고 차선의 만남의 장소는 종종 분수나 동상으로 표시되었다. 화단은 태피스트리처럼 디자인되었으며, 관목과 꽃의 띠가 디자인을 형성했다. 더 큰 덤불과 나무는 원뿔형 또는 돔형 모양으로 조각되었고, 나무는 보스케(bosquets) 또는 질서정연한 클러스터로 그룹화되었다. 물은 일반적으로 집의 테라스와 정렬된 긴 직사각형 연못 또는 분수가 있는 원형 연못의 형태로 존재했다. 정원에는 일반적으로 방문자가 태양이나 비를 피할 수 있는 작은 파빌리온이 하나 더 포함되어 있다.
시간이 지나면서 스타일은 진화했고 더욱 자연스러워졌다. 아카디아의 문학적 이상과 당시의 다른 인기 있는 이야기를 설명하기 위해 나무로 둘러싸인 석굴과 "비밀 정원"이 나타났다. 이것들은 보통 정원의 바깥쪽 구석에 배치되어 조용한 독서나 대화를 위한 적절한 장소를 제공했다.